# Цветов, Юрий Викторович
Юрий Викторович Цветов (род. 21 марта 1968, Пермь) — советский, российский офицер, полковник; Герой России (1999).

## Биография
С 1989 года, по окончании Рязанского высшего воздушно-десантного командного училища, служил в Одесском, затем в Сибирском военных округах, в должностях от командира парашютно-десантного взвода до заместителя начальника штаба парашютно-десантного полка.
C января 1996 г. — заместитель командира, командир парашютно-десантного батальона (Наро-Фоминск, Московский военный округ).
Участвовал в боевых действиях контртеррористической операции на Северном Кавказе. 8 сентября 1999 г. практически без потерь провёл бой по овладению одной из высот в Новолакском районе (Дагестан). Был ранен, не покинул поле боя до полного уничтожения огневых точек и укреплений боевиков.
За мужество и героизм, проявленные при исполнении воинского долга в Республике Дагестан, указом Президента РФ от 25 октября 1999 г. майору Цветову Юрию Викторовичу присвоено звание Героя Российской Федерации.
С 2002 г., после окончания Общевойсковой академии ВС РФ, служил начальником отдела режима секретности, затем заместителем командира войсковой части (Москва, Федеральная служба специального строительства РФ). В сентябре 2006 г. уволен в запас в звании полковника.
В 2006—2010 г. — генеральный директор ООО «НПО „Потенциал“». В 2009 г. поступил в Российскую академию государственной службы при Президенте Российской Федерации.
Член правления Клуба Героев, председатель секции Героев по Юго-Восточному административному округу Москвы.